# Bornholt
Bornholt település Németországban, Schleswig-Holstein tartományban. Lakosainak száma 168 fő (2023. december 31.).

## Népesség
A település népességének változása:
| Lakosok száma | 163  | 172  | 170  | 170  | 181  | 176  | 168  |
|               | 1975 | 2015 | 2017 | 2019 | 2021 | 2022 | 2023 |